# Morter (krukke)
 Denne artikel omhandler et redskab. Opslagsordet har også en anden betydning, se Mortér.
Morter er en krukke af sten, porcelæn eller metal, hvor man kan male faste stoffer til pulver med en støder. Ordet morter udtales med tryk på første stavelse. En morter bruges f.eks. i et køkken til at knuse og findele krydderier (og førhen undertiden ved tillavning af fars) og i et laboratorium til at finmale pulver og eller knuse krystallinske stoffer. Ligeledes kan man ved emaljearbejde have behov for at findele emaljen, inden den kan påføres genstanden, der skal emaljeres.
En morter bruges ofte som symbol for et apotek, og en eller flere gamle mortere er ofte udstillet i ekspeditionslokalet.
- Agat
- Bronze
- Porcelæn
- Stentøj